# 이탈리아 대 서독 (1970년 FIFA 월드컵)
이탈리아와 서독간의 1970년 FIFA 월드컵 준결승전 경기는 "세기의 경기" (스페인어: Partido del Siglio; 이탈리아어: Partita del Secolo; 독일어: Jahrhundertspiel) 로 알려져 있다. 이 경기는 멕시코 시의 에스타디오 아스테카에서 1970년 6월 17일에 진행되었다. 이탈리아가 이 경기에서 4-3으로 승리하였는데, 5골이 연장전에서 터졌으며, 이는 FIFA 월드컵 역사상 단 한번밖에 일어나지 않은 일이다.

## 경기
이탈리아는 로베르토 보닌세냐의 선제골로 대체로 경기 주도권을 잡고 있었다.
서독의 프란츠 베켄바워는 상대 선수의 반칙으로 쇄골 부상을 당하였는데, 이미 허용된 두 장의 교체카드를 다 사용한 상태임에 따라 탈골된 팔에 붕대를 메고 계속 출전하였다.
수비수 칼-하인츠 슈넬링어가 후반전 인저리 타임 막판에 서독의 동점골을 득점하였다. 독일 축구 해설가 에언스트 후베어티는 당시 슈넬링어가 이탈리아 프로 리그인 세리에 A의 밀란에서 당시 활약 (드물게 득점을 기록) 하였고, 이전에 로마와 만토바를 상대로 득점하였기 때문에 "많은 이들 중 슈넬링어!"라며 감탄하였다. 이 골은 국가대표팀 일원으로 47경기 출전하면서 기록한 유일한 골이었다. 후반전은 1-1로 교착이 된 채 종료되었고, 이 시점부터 연장 전후반은 인내력 싸움이 되었다.
게르트 뮐러는 94분에 서독의 역전골을 득점하였으나, 4분 후 타르치시오 부르니치가 4분 후 경기를 원점으로 돌려놓았고, 루이지 리바는 다시 이탈리아에게 리드를 가져다 주었다. 게르트 뮐러는 서독의 2골을 넣으면서 다시 스코어를 3-3 동점으로 만들었다.  TV 중계에서 뮐러 득점의 리플레이를 보여주는 와중에, 이탈리아의 잔니 리베라가 111분에 결승골을 득점하였다. 페널티 에어리어 인근에서 견제를 받지 않은 리베라는 보닌세냐의 크로스를 깔끔하게 연결하였고, 이탈리아의 4-3 승리를 쟁취하였다.

## 경기 요약
| 이탈리아                                             | 4 - 3 (연장전) | 서독                         |
| ---------------------------------------------------- | -------------- | ---------------------------- |
| 보닌세냐 8′ · 부르니치 98′ · 리바 104′ · 리베라 111′ | 리포트         | 슈넬링어 90′ · 뮐러 94′ 110′ |

| 이탈리아 | 서독 |

| GK              | 1  | 엔리코 알베르토시    |  |     |
| DF              | 2  | 타르치시오 부르니치  |  |     |
| DF              | 3  | 자친토 파케티 (주장) |  |     |
| DF              | 5  | 피엘루이지 체라      |  |     |
| DF              | 8  | 로베르토 로사토      |  | 91′ |
| MF              | 10 | 마리오 베르티니      |  |     |
| MF              | 15 | 산드로 마촐라        |  | 46′ |
| MF              | 16 | 잔카를로 데 시스티   |  |     |
| FW              | 13 | 안젤로 도멘기니      |  |     |
| FW              | 20 | 로베르토 보닌세냐    |  |     |
| FW              | 11 | 루이지 리바          |  |     |
| 교체 선수:      |    |                      |  |     |
| MF              | 14 | 잔니 리베라          |  | 46′ |
| DF              | 4  | 파브리초 폴레티      |  | 91′ |
| 감독:           |    |                      |  |     |
| 페루초 발카레지 |    |                      |  |     |

| GK         | 1  | 제프 마이어         |  |     |
| RB         | 7  | 베르티 포크츠       |  |     |
| CB         | 15 | 베른트 파츠케       |  | 66′ |
| CB         | 5  | 빌리 슐츠           |  |     |
| LB         | 3  | 카를하인츠 슈넬링거 |  |     |
| CM         | 4  | 프란츠 베켄바워     |  |     |
| CM         | 12 | 볼프강 오베라트     |  |     |
| RW         | 20 | 위르겐 그라보프스키 |  |     |
| CF         | 9  | 우베 젤러 (주장)    |  |     |
| CF         | 13 | 게르트 뮐러         |  |     |
| LW         | 17 | 하네스 뢰어         |  | 52′ |
| 교체 선수: |    |                     |  |     |
| MF         | 14 | 라인하르트 리부다   |  | 52′ |
| MF         | 10 | 지크프리트 헬트     |  | 66′ |
| 감독:      |    |                     |  |     |
| 헬무트 쇤  |    |                     |  |     |

## 경기 여파
독일은 우루과이와의 3위 결정전에서 1-0으로 승리하였다.
이탈리아 선수들은 이어지는 결승전을 앞두고 고전 끝에 승리를 쟁취하면서 에너지를 소모한 것으로 보였다; 푸른 군단은 브라질과의 경기에서 4대1로 참패를 당하였다. 브라질은 그에 따라서 세번째 축구 세계 선수권을 우승한 최초의 국가가 되었고, 쥘 리메의 규정에 따라 브라질은 쥘 리메 트로피를 영구 소유할 권한을 가지게 되었으며, 1974년 세계 선수권을 기점으로 FIFA 월드컵 트로피가 기존의 트로피를 대체하게 되었다. 이미 브라질과 이탈리아 모두 두 차례씩 쥘 리메 컵을 획득하였었기 때문에, 이탈리아가 역으로 승리하였을 경우에도 이러한 권한을 가질 수 있었다.

## 기념비

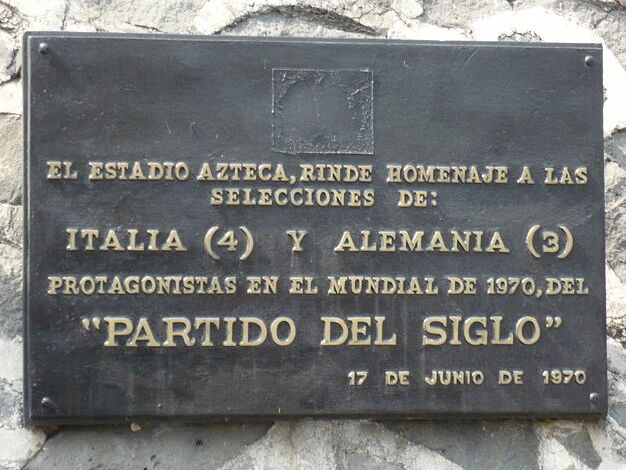
멕시코 시 에스타디오 아스테카의 기념 명판

에스타디오 아스테카 앞에는 이 경기를 기념하는 명판이 있다. 명판에는 다음 내용이 새겨져 있다: El Estadio Azteca rinde homenaje a las selecciones de: Italia (4) y Alemania (3) protagonistas en el Mundial de 1970, del "Partido del Siglo" 17 de junio de 1970. 이는 한국어로 다음과 같이 해석된다: 아스테카 경기장은 1970년 6월 17일 "세기의 경기" 주연이었던 이탈리아 (4) 와 독일 (3) 국가대표팀에게 경의를 표합니다.

## 같이 보기
- 독일의 FIFA 월드컵 성적
- 이탈리아의 FIFA 월드컵 성적